# Kuna Festival
Het Kuna Festival of Taribush Kuna was een kunst-, muziek-, theater- en natuurfestival, dat sinds 2009 tot en met 2019 jaarlijks in de zomer plaatsvond. Doordat het festival plaatsvond in de natuur en zich karakteriseerde door een verscheidenheid aan kunst- en cultuurvormen, werd het festival door het Dagblad van het Noorden vergeleken met Oerol, Lowlands en Into the Great Wide Open.

## Locatie en inhoud
Het festival werd gehouden op het terrein van organisator Taribush nabij buurtschap Lheebroek in het Nationaal Park Dwingelderveld. Tijdens het festival waren er verschillende kunstvormen en cultuuractiviteiten te bezichtigen, die allemaal in de natuur plaatsvinden. Naast exposities van kunstenaars werden er workshops, excursies, lezingen, dans- toneel- en muziekvoorstellingen gehouden. De tiende editie in 2018 was goed voor 11.000 bezoekers.
Vanwege de "ongewenste groei" in bezoekersaantallen, van 750 in 2009 tot 11000 in 2018, werd in 2019 besloten dat de laatste editie in 2020 gehouden zou worden. Door de coronapandemie ging deze editie niet door. Ook in 2021 werd het festival afgelast vanwege de (maatregelen tijdens de) pandemie. Hierop werd besloten om het festival definitief te stoppen. In 2023 werd ter afsluiting van Kuna het festival Taribush Kleintje Kuna georganiseerd, bedoeld voor een publiek van niet meer dan 1000 mensen.

## Exposities en excursies
Ieder jaar was er een aantal studenten van Academie Minerva aanwezig die hun werk in de openlucht exposeerden. Bezoekers konden deze kunstenaars aan het werk zien of zelf een bijdrage leveren aan het kunstobject. Naast professionele kunstenaars en studenten waren er ook amateurs en hobbyisten aanwezig op het festival. In samenwerking met Staatsbosbeheer en IVN vonden er excursies plaats door het Nationaal Park Dwingelderveld en het Lheebroekerzand.